# Kšatrija

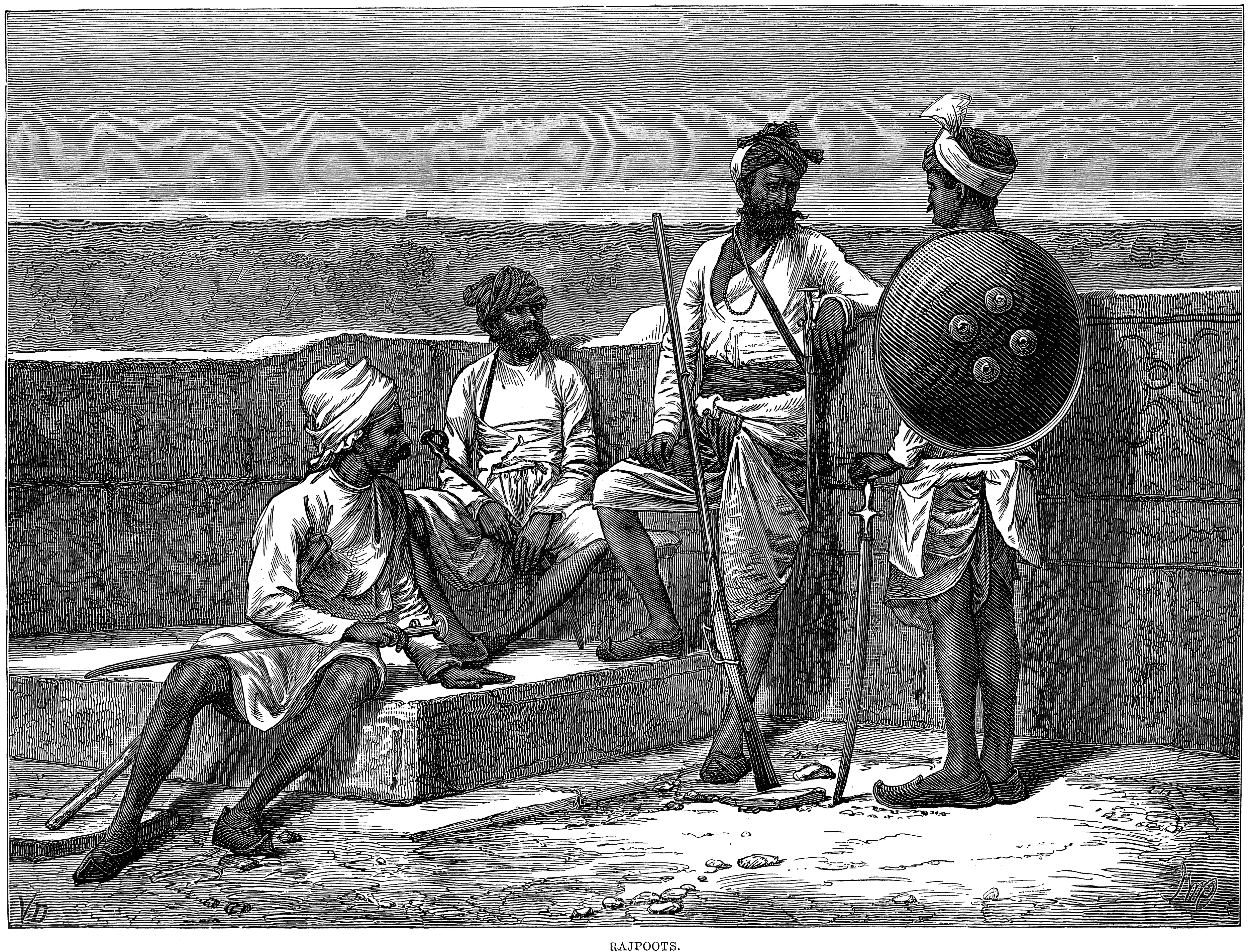
Rádžpúti, příslušníci bojovné vrstvy kšatrijů

Kšatrija (hindsky i sanskrtsky क्षत्रिय, kṣatriya, ze sanskrtského क्षत्र, kṣatra – vláda, autorita) je příslušník jedné ze čtyř varen. Kšatrijové jsou válečníci a v systému kast zastávají tradičně druhé nejvýznamnější místo (největší úctě se těší bráhmani). Podle védského podání kšatrijové vznikli z rukou a paží Puruši, kosmické podoby Višnua.

## Popis
Úkolem Kšatrijů bylo chránit komunitu, a proto se energie a podnikavost (rajas) považují za základní charakteristiky jejich charakteru, o které stojí za to usilovat. Kšatrija by se měl postavit proti lži, být připraven ochraňovat spravedlivý systém, právo a spravedlnost, blahobyt a prosperitu země, jakož i základní morální řád a orientaci lidí. K jeho úkolům také patřilo pomáhat slabým a potřebným.
V upanišadách jsou Kšatrijové často zapojeni do dialogu. Není neobvyklé, že jsou to oni, kterým se do „úst vkládají" skutečné inovace.
Puruša súkta v desáté knize Rgvédy popisuje, jak během oběti vznikly z božského praobra, Puruši, různé kasty. Z úst bráhman, z paží kšatrija, ze stehen vaišja a z chodidel šúdra.
Dnešní kšatrijové již nejsou tak důležití jako v dřívějších společnostech. V jejich původní profesi, politice, působí velké množství zájmových skupin a od dob islámských říší již v severní Indii nemají politickou moc.  Ve vojenské oblasti se dokázali prosadit zejména sikhové.
Velké skupiny kasty kšatrija jsou zastoupeny hlavně v severní Indii a jako vlastníci půdy ve venkovském prostředí představují mocenský faktor například v Nepálu kasta Čhétrí, v severní Indii Rádžpúti a v jižní Indii Nájar.